# قاعدة التحالف
قاعدة التحالف هو الاسم الحركي لمركز استخبارات مكافحة الإرهاب الذي كان قائمًا في الفترة ما بين 2002 و2009 في العاصمة الفرنسية باريس. كُشف عن وجود مركز استخبارات مكافحة الإرهاب لأول مرة من خلال مقال نشرته دانا بريست في صحيفة واشنطن بوست بتاريخ 17 نوفمبر من عام 2005، بينما ذُكرت «قاعدة التحالف» في مقالة نُشرت بتاريخ 2 يوليو من عام 2005. اختير الاسم في إشارة إلى «تنظيم القاعدة». ترأس قاعدة التحالف جنرال فرنسي عُيّن في المديرية العامة للأمن الخارجي، وقدم مركز مكافحة الإرهاب التابع لوكالة الاستخبارات المركزية (سي آي إيه) دعمًا كبيرًا لقاعدة التحالف. استضافت قاعدة التحالف ضباطًا من المملكة المتحدة، وفرنسا، وألمانيا، وكندا، وأستراليا، والولايات المتحدة الأمريكية، واستُخدمت لأغراض التبادل الاستخباراتي، والتخطيط العملياتي. اعتُرف بوجود قاعدة التحالف في 8 سبتمبر من عام 2006 من قبل كريستوفر تشابود رئيس وحدة التنسيق لمكافحة الإرهاب، وذلك في مقابلة مع راديو فرنسا الدولي. بالرغم من أن عملية تبادل المعلومات الاستخباراتية بين أجهزة المخابرات قد أصبحت في العقد الماضي -وخصوصًا بعد أحداث الحادي عشر من سبتمبر من عام 2001- أكثر انتشارًا، فإن هذه المنظمة قد شاركت أيضًا في العمليات.

## التعاون الدولي بين وكالات الاستخبارات
كُشف عن وجود قاعدة التحالف لأول مرة في مقال نشرته دانا بريست في صحيفة واشنطن بوست في 17 نوفمبر من عام 2005، وهي نفس الصحفية التي كشفت عن القضية المتعلقة بوجود المواقع السوداء التابعة لوكالة الاستخبارات المركزية الأمريكية. رفضت كل من وكالة الاستخبارات المركزية والحكومة الفرنسية في المقال الآنف الذكر التعليق على قاعدة التحالف، في حين طلب جميع ضباط المخابرات الذين قابلتهم بريست عدم الكشف عن هويتهم ضمن المقال، وذلك بسبب الحساسية العالية التي يتمتع بها المشروع، ولا سيما في ما يتعلق بأبعاده السياسية والقضائية. كتبت دانا بريست «لا توجد دولة ترغب بأن يُنظر إليها على أنها تأخذ توجيهات من وكالة الاستخبارات المركزية»، في حين كانت فرنسا هي الدولة الأوروبية الوحيدة التي ترغب بالمشاركة في أكثر من مجرد تبادل معلومات بسيط. قال مصدر مجهول لمراسل التحقيقات في صحيفة واشنطن بوست «بهدف التقليل من دور الولايات المتحدة، فإن لغة العمل في المركز هي اللغة الفرنسية». «تختار القاعدة قضاياها بعناية، وتختار دولةً رائدةً لكل عملية، وتدير العمليةَ أجهزةُ أمن هذه الدولة»، يسمح هذا التعاون «للضباط الألمان المسؤولين بقراءة المعلومات من السلطات المكلفة بتنفيذ القانون في بلدهم»، وهو ما يُعتبر أمرًا محظورًا في القانون الألماني.
تستغل قاعدة التحالف «القوانين الصارمة» لفرنسا في ما يتعلق بمكافحة الإرهاب، فيسمح القانون الفرنسي للقضاة باحتجاز الأشخاص في حال الاشتباه «بضلوعهم في قضايا متعلقة بالإرهاب» أثناء فترة جمع الأدلة. وفقًا لكبير قضاة مكافحة الإرهاب في فرنسا «جان لويس بروجير» فقد أمر شخصيًا بإلقاء القبض على أكثر من 500 مشتبه به، بعضهم بمساعدة من السلطات الأمريكية، ونقلت دانا بريست عن بروجير قوله: «لدي صلات جيدة مع وكالة الاستخبارات المركزية ومكتب التحقيقات الفيدرالي». وصفت دانا بريست عمل قاعدة التحالف بقولها: «تجلب وكالة الاستخبارات المركزية الأموال من حساب «قرين خارجي» سري ومتنام -فقد دفعت الوكالة لنقل بعض الفرنسيين المشتبه بهم من الخارج إلى باريس لسجنهم بشكل قانوني (وبالتالي تقديمهم لفرنسا)- ومن قدرات التنصت العالمية خاصتها ومن علاقاتها مع أجهزة الاستخبارات في جميع أنحاء العالم». بينما تستفاد قاعدة التحالف من فرنسا من خلال استغلال قوانينها الصارمة، وقيامها بعمليات مراقبة الجماعات الإسلامية المتطرفة، وشبكاتها الموزعة في البلدان العربية، وصلاتها الاستخباراتية مع مستعمراتها السابقة. ساعدت وكالة الاستخبارات الفرنسية الولايات المتحدة في إدانة أحمد رسام الذي أُلقي القبض عليه في سنة 1999 من خلال الإبلاغ عن المعلومات وتقديمها إلى نظيراتها من البلدان.
أصدر الرئيس الفرنسي السابق جاك شيراك في الأيام القليلة التي تلت هجمات 11 سبتمبر مرسومًا يأمر فيه أجهزة المخابرات الفرنسية بمشاركة المعلومات مع نظيرتها الأمريكية «كما لو كانت أجهزتكم الأمنية الخاصة»، وذلك وفقًا لمسؤولَين اثنين اطلعا على المرسوم واستشهدت بهما دانا بريست. وفقًا لمراسل التحقيقات في صحيفة واشنطن بوست، كانت عملية اعتقال كريستيان غانزارسكي -الذي يُقال إنه قائد بارز في تنظيم القاعدة- واحدة من 12 عملية كبرى أجرتها قاعدة التحالف منذ نهاية عام 2001. احتجزت فرنسا منذ نهاية عام 2001 حوالي 60 مشتبهًا به، بعضهم بمساعدة وكالة الاستخبارات المركزية الأمريكية، وذلك وفقًا لأحد الجنود السابقين في وكالة الاستخبارات المركزية الأمريكية استشهدت به بريست.
قال مدير دائرة المراقبة الإقليمية بيير دو بوسكيه دو فلوريان: «يتم تبادل المعلومات بشكل يسير، والتعاون بين إدارتي والدوائر الأمريكية تعاون صريح وأمين وفعال بالتأكيد». من ناحية أخرى، فقد نقلت دانا بريست عن جاي لوي بروجير قوله «العلاقات بين وكالات الاستخبارات في الولايات المتحدة الأمريكية وفرنسا كانت جيدة -حتى في فترة النزاع عبر الأطلسي حول العراق- لأسباب عملية».
ادعى جون إي. ماكلولين المدير السابق لوكالة الاستخبارات المركزية أن التعاون بين المديرية العامة للأمن الخارجي ووكالة الاستخبارات المركزية «هو واحد من أفضل على مستوى العالم».

## كريستيان غانزارسكي وأحمد مهدي
كريستيان غانزارسكي هو ألماني اعتنق الديانة الإسلامية، استقل في 3 يونيو 2003 طائرة فرنسية كانت تتجه من الرياض إلى ألمانيا، ولكن غُيّرت وجهتها إلى فرنسا بدلًا من ذلك. كان غانزارسكي حينها مُلاحقًا من قبل ضابط متخف، وكان ينتظره في مطار باريس ضابط رفيع المستوى من وكالة الاستخبارات المركزية، تمكنت السلطات الفرنسية من فصله عن أسرته واعتقلته بتهمة التعامل مع الإرهابيين. تم التخطيط لهذه العملية في قاعدة التحالف.
علمت قاعدة التحالف في 20 مايو من عام 2003 أن أحمد مهدي -الذي كان يعيش بالقرب من كريستيان غانزارسكي في ألمانيا- كان على استعداد للسفر لمدة 14 يومًا لقضاء عطلة في جزيرة لاريونيون الفرنسية الواقعة في المحيط الهندي. على الرغم من اعتقاد دائرة الاستخبارات الاتحادية الألمانية أن مهدي كان يخطط لتنفيذ هجوم، فلم تمتلك الأدلة الكافية لإلقاء القبض عليه. رتبت وكالة الاستخبارات المركزية مع أحد الأشخاص ليقترح على مهدي أن يوقف رحلته إلى لاريونيون في باريس. ساعدت أجهزة الأمن الفرنسية في إصدار فيزا لمهدي سرًا، بينما راقب الألمان مكالماته واتصالاته. اعتقلت السلطات الفرنسية أحمد مهدي في 1 يونيو من عام 2003 في مطار تشارل ديغول، وأُرسل بعدها إلى سجن فريسنين، وتبعه غانزارسكي إلى هناك بعد يومين فقط.
اشتبه المحققون بعد استجواب الرجلين بأن لهما صلات بخلية هامبورغ التي خططت لهجمات 11 سبتمبر. أشار وزير الداخلية حينها نيكولا ساركوزي ضمنيًا إلى قاعدة التحالف في 11 يونيو من عام 2003 عندما أعلن أمام الجمعية الوطنية الفرنسية أن «عملية الاعتقال هذه قد تمت بالتعاون التام بين أجهزة أمن الديمقراطيات العظمى».